# Gnypeta sellmani
Gnypeta sellmani är en skalbaggsart som beskrevs av Lars Zakarias Brundin 1929. Gnypeta sellmani ingår i släktet Gnypeta, och familjen kortvingar. Arten är reproducerande i Sverige.